# 玩命關頭8
《玩命關頭8》（英語：The Fate of the Furious，或稱作和）是一部2017年的美國動作片，由蓋瑞·葛雷負責執導，克里斯·摩根編劇。本片為「玩命關頭系列」的第八部作品，由馮·迪索、巨石強森、傑森·史塔森、蜜雪兒·羅德里奎茲、泰瑞斯·吉布森、路達克里斯、史考特·伊斯威特、娜塔莉·伊曼紐爾、艾兒莎·巴塔奇、寇特·羅素以及莎莉·賽隆主演。该片讲述唐老大在与莉蒂享受度蜜月之际，被神秘的網路駭客賽芙胁迫与她共事并背叛家人，而唐老大的团队则必须打败賽芙，并拯救唐老大于水火的故事。
由于飾演布萊恩·歐康納的演員保羅·沃克在2013年11月30日因意外车祸身亡，该系列编剧不得不重写剧本来结束歐康納和蜜雅的故事线。也正因为如此，《玩命關頭8》標誌著系列中繼《玩命關頭3：東京甩尾》（2006年）後第二部沒有保羅·沃克（在仅完成《玩命關頭7》一大半的拍攝的前提下於2013年11月30日車禍身亡）和乔丹娜·布鲁斯特的系列电影。
第八部電影於2015年3月由迪索在《吉米夜現場》上首次宣布，并透露電影將設定於紐約。《玩命關頭7》（2015年）上映後，迪索、摩根和監製尼爾·H·摩里茲再度簽約。在同一個月排定上映日後，在2015年4月至6月間进行了选角工作。2015年10月，因前集的導演溫子仁忙於《厲陰宅2》而不再繼續執導，F·加里·格雷凭借《衝出康普頓》的优异表现取代了前者，而成為了本片的導演。電影正式於2016年3月在冰島的米湖開拍，并在纽约、哈瓦那、亚特兰大、克利夫兰等地进行实地拍摄，延续了该系列在全世界不同角落取景拍摄的传统。
《玩命關頭8》于2017年4月4日在德国柏林举行了盛大的首映礼，并于2017年4月14日在美国和其他国际市场以2D/IMAX、3D、IMAX 3D、杜比影院、4DX等格式同步上映。虽然该片口碑不及与前作，但在全球票房上该片取得了巨大成功，获得了至现在为止12亿美元的票房，并以5.32亿美元打破《星球大战：原力觉醒》在2015年冬季创下的5.29亿美元全球首周末票房纪录，但后被《復仇者聯盟3：無限之戰》在2018年创下的6.40亿美元全球首周末票房纪录打破。續集《玩命關頭9》在2021年上映。

## 劇情
唐米尼克·泰瑞托(唐老大)和妻子莉蒂來到古巴哈瓦那度蜜月，期間為了幫助堂弟費爾南多擺脫金錢糾紛，與他的債主拉多以一場車賽決勝負，規定勝方將會贏走輸方的跑車。唐老大僅將費爾南多的老爺車改裝一下，便擊敗了拉多的高級跑車，但在取勝後決定讓拉多保留住他的車，也得到了他的尊敬。隔天早上，唐老大在街上遇見了一名叫「賽芙」的神秘女子，賽芙聲稱她長期欣賞唐老大的才能而想招募他為她做事，就在他打算拒絕時，賽芙拿出手機並向他展示某段內容，使他神色凝重，賽芙走前對唐老大聲言:這次他必定會拋棄原則，並和家人對立。
不久，玩命團隊全員被路克·哈柏斯召去柏林進行一個未得到官方批准的任務：在柏林一座軍事基地裏搶走一台電磁脈衝儀器。然而，唐老大在逃亡路上突然撞翻哈柏斯的車並搶走儀器，最後連人帶車被賽芙的私人飛機接走。哈柏斯被逮捕後被關進國際刑警監獄，和大量被他親手逮捕過的罪犯關在一起，其中包括之前的死敵—戴克·蕭。在外的「小人物」法蘭克·佩蒂和他的新門生「小小人物」艾瑞克·拉斯納故意挑起一場暴動，使得戴克趁機逃跑，哈柏斯緊追在後；而兩人在逃出去後被法蘭克招募而與莉蒂等人聯手，對抗正在跟唐老大合作的網絡恐怖份子賽芙。
戴克供述賽芙是他們近年來對付過的種種敵人的真正幕後黑手，包括讓他的弟弟歐文·蕭去偷龍葵儀器、以及雇用摩西·賈康迪去偷尋物程序「天眼」；眾人由此發現唐老大是因為兩次干擾過賽芙的計畫才被她盯上。當眾人開始靠天眼來追尋唐老大的所在位置時，唐老大和賽芙卻搶先攻入眾人所在的秘密基地，取走天眼程序，賽芙甚至在莉蒂面前親吻唐老大。但他們不知道的是，唐老大是因為與前女友伊蓮娜非預期懷孕生下的孩子被抓住並關在飛機上，飛機的保安系統為雙人保險解鎖，唐老大無法獨自將他們救出，所以只能繼續服從賽芙的命令。
唐老大被派遣至紐約市搶奪來此造訪的俄羅斯國防部長手中的核手提箱，他於任務期間故意讓汽車拋錨，來到一條小巷裏趁修車的空檔、加上由秘密叫來協助的拉多開的貨車以擋住賽芙的視線，前去會面戴克和歐文兩兄弟的母親梅格達琳·蕭，暗中向她求助並達成共識，五分鐘內談好事情後回車上繼續行動。賽芙遠程遙控城市裡大多數自動駕駛汽車，排成一條“僵尸車”縱隊而將俄國防部長的禮車逼入死角，唐老大搶跑手提箱後卻遭遇莉蒂等人追捕及阻止，在汽車被他們的繩索拉扯之下只好棄車。追上去的戴克身中唐老大兩槍倒下，莉蒂搶走箱子時被賽芙的左右手康納·羅茲劫住，唐老大只好避免羅茲殺她後而和他逃跑。賽芙為了懲罰唐老大沒讓羅茲殺莉蒂的反抗舉動，於是命令羅茲在他的面前槍殺伊蓮娜，聲言如有下次便會殺唐姆的兒子。
莉蒂想起她為歐文·蕭賣命時曾見過羅茲，拉姆西和泰吉通過追查羅茲的帳戶，得知賽芙接下來會進攻俄羅斯位於冰冷地帶的一座核潛艇基地；當時被俄羅斯分離派軍團佔領。而唐老大獨自開車沖進基地，通過啟動電磁脈衝儀器導致敵軍的武器和潛艇均失效，讓賽芙趁機掌控潛艇系統，準備發射核彈來發動核戰爭。但莉蒂一方也進入基地分頭行動，泰吉、羅曼和艾瑞克進入潛艇拔出主控芯片而阻止賽芙發射核彈。賽芙便立即操縱潛艇下水離開海灣、全速逃離至深海以避開追蹤。莉蒂等人也離開基地，全速開往冰面正前方的海灣出入口，打算搶先關閉海閘門以阻止潛艇離開，但當時敵軍車隊也開始追殺他們。
與此同時，受唐老大協助而“假死”的戴克，在母親要求下救出並帶上弟弟歐文一起行動，通過唐姆十字項鏈裏的追蹤器攻入賽芙的飛機，戴克與歐文同時開鎖，成功救起唐老大的兒子。唐老大得知兒子得救後立刻背叛賽芙，一拳打斷羅茲的頸部而為伊蓮娜報仇，解決莉蒂等人身後的敵軍車隊後重回到家人身邊。憤怒的賽芙操控核潛艇沖出冰河，對唐老大發射一枚熱能追蹤導彈，但唐老大機智地將導彈引導回潛艇方向而將潛艇徹底摧毀。唐老大因汽車起火而被迫跳車，眼看爆炸來襲時，莉蒂等人搶先開車圍在唐老大身邊，形成一個保護圈讓他免受衝擊。戴克殺光賽芙的人馬後找她對峙，賽芙卻搶先拿降落傘跳機逃之夭夭。同时歐文也控制住了飞行员，保证了飞机安全着陆。
戰後，眾人來到紐約市的新居舉杯歡迎唐老大回家，法蘭克和艾瑞克前來彙報說賽芙當時逃亡至雅典，但短期間內不會做出行動，哈伯斯被赦免後原本得到復職機會，但他選擇暫時和女兒在一起生活一段時間。戴克隨後將唐老大的兒子送回，跟唐老大以及哈伯斯化解過去的恩怨後，正式加入他的團隊一員。唐老大對遇害的伊蓮娜發誓會照看好他們倆的兒子後，正式將兒子取名為「布萊恩·馬可斯·泰瑞托」，以紀念前團隊成員布萊恩·歐康納。

## 演員
| 演員                                 | 角色                                                | 備註 |
| ------------------------------------ | --------------------------------------------------- | --- |
| 馮·迪索 Vin Diesel                   | 唐米尼克·泰瑞托 Dominic "Dom" Toretto               | 團隊領導人，曾經是專業罪犯、賽車手和逃亡者。原本於獲赦後與莉蒂度蜜月，這次卻因受到賽芙的威脅而背叛團隊，在無從選擇下與她共同行動。                                                          |
| 巨石強森 Dwayne Johnson              | 路克·哈柏斯 Luke Hobbs                              | 美國外交安全處（DSS）探員，曾經被授與銀星勛章，在之前發生的事件後與泰瑞托成為好友，這次因為唐老大叛變而率領導隊伍追捕他。                                                                   |
| 傑森·史塔森 Jason Statham            | 戴克·蕭 Deckard Shaw                                | 原英國特種部隊上尉，後來背叛英國並成為黑色行動刺客。歐文·蕭的親哥哥，之前和唐老大的隊伍交火也僅僅是為了替弟弟討回公道。這次為了找真正促使弟弟犯罪的賽芙算賬，才答應和唐老大的隊伍共同作戰。 |
| 蜜雪兒·羅德里奎茲 Michelle Rodriguez | 莉蒂·歐提茲 Leticia "Letty" Ortiz                   | 團隊一員，唐老大的妻子，曾被派去當布拉嘉的臥底而受到攻擊摔下山谷失憶，回復全部記憶後歸隊。                                                                                                  |
| 泰瑞斯·吉布森 Tyrese Gibson          | 羅曼·「羅馬」·皮爾斯 Roman "Rome" Pearce            | 團隊一員，布萊恩·歐康納童年的朋友，來自邁阿密，神經大條，團隊中的搞笑大王。 |
| 路達克里斯 Ludacris                  | 泰吉·帕克 Tej Parker                                | 團隊一員，布萊恩和羅曼的朋友，來自邁阿密。團隊的後勤支柱，精通各項電子儀器、監聽器材以及電腦設備。                                                                                          |
| 史考特·伊斯威特 Scott Eastwood       | 艾瑞克·瑞斯納／小小人物 Eric Reisner／Little Nobody | 新進探員，小人物的新左右手，是個沒有經驗的菜鳥。 |
| 娜塔莉·伊曼纽尔 Nathalie Emmanuel    | 拉姆西 Ramsey                                       | 女電腦駭客，身材性感火辣、技術高超的駭客，被唐老大救出之後加入團隊，「天眼」程序的發明者。                                                                                                  |
| 艾兒莎·巴塔奇 Elsa Pataky            | 伊蓮娜·妮薇斯 Elena Neves                           | 前巴西女警，後成為哈柏斯的同事，常常照顧哈柏斯的女兒。唐老大的前女友、與唐老大育有一子，但也因此與兒子被賽芙活捉作人質要脅唐老大。                                                          |
| 寇特·羅素 Kurt Russell               | 無名氏先生 Mr. Nobody                               | 神秘特種部隊高官，跟唐老大合作的特殊部隊長官，槍法高超。這次號召團隊成員與戴克·蕭協助對付賽芙並營救團隊老大泰瑞托。                                                                         |
| 莎莉·賽隆 Charlize Theron            | 賽芙 Cipher                                         | 網絡恐怖份子，最頂尖的高科技武裝分子首領，連匿名者都不敢招惹到她。由於兩次行動都被唐姆搞垮，因此這次決定靠「威脅」唐老大來與她共事。                                                        |
| 克里斯多佛·希夫哲 Kristofer Hivju    | 康納·羅茲 Connor Rhodes                             | 賽芙的心腹兼男友，仗著賽芙的勢力來囂張跋扈，處處找唐姆的麻煩。 |

此外，唐·歐馬和泰戈‧卡德隆飾演尼克·桑托（Rico Santos）和泰哥·李歐（Tego Leo），唐老大團伙的成員，曾在《玩命關頭5》與唐老大合作，於本集偽裝成救護員，將假死的戴克帶給梅格達琳。路克·伊凡斯回歸飾演歐文·蕭（Owen Shaw），曾於《玩命關頭6》與唐老大敵對並被其射出飛機導致身受重傷，於本集康復，並決定贖罪而和哥哥戴克去解救唐老大的孩子。派翠克·聖埃斯普利特飾演亞倫（Allen），美國外交安全局探員。塞萊斯蒂諾・高乃依（Celestino Cornielle）飾演拉爾多（Raldo），古巴的街頭賽車手。海倫·米蘭以未署名的方式客串飾演戴克與歐文的母親梅格達琳·蕭（Magdalene Shaw）。

## 製作

### 拍攝
2016年1月，透露官方正在尋求古巴政府批准，使電影能在古巴拍攝。正式拍攝於2016年3月14日在冰島的米湖開拍，期間，一個冰山塑膠道具被強風吹走，擊斃當地的馬。4月下旬，電影在在古巴首都哈瓦那拍攝。
於2016年4月在西部地區的阿克拉内斯拍攝一場大規模爆破戲。5月，拍攝定於俄亥俄州的克里夫蘭進行。於2016年後半還打算在亞特蘭大和紐約拍攝。
2016年8月時，爆出馮·迪索與巨石強森不合，於10日，馮說出：「老子要走了（Daddy's gone）」後便離開了劇組，在離開前曾到巨石的休息室質問為何公開那些話，而最後不歡而散。
2016年11日，巨石又於自己的FB貼文表示：「我如此地信任團隊合作，這意味著尊重每一個人所付出的精力和價值，就像一個家庭一樣，這當中肯定有衝突。當衝突能夠推動事情向前時，我認為這也是一件好的事情，我和《玩命關頭8》所有演員的目標都是一致的，為世界呈現一部精采的電影。」，想予以平息此事件，但又有網友認為是想藉此事件炒作，眾說紛紜。

## 發行
《玩命關頭8》於2017年4月4日在柏林進行了全球首映。電影於4月14日在美國以2D/IMAX格式上映，并从4月12日开始，在全球各大重要票仓，如中国，澳大利亚，英国和印度等国家，以准同步形式通过2D，3D，IMAX 3D和4DX等影院制式上映。该片在全球1074家IMAX影院同时开画，刷新了该格式的历史记录。

## 回響

### 評價
《玩命關頭8》獲得的評價雖以正面居多，但總體評價不及前作。爛番茄基於314條職業評論獲得了67%的新鮮度，平均得分6.1／10。網站基于該片職業評價所做出的基本共識是這樣的：“《玩命關頭8》以同樣令人動容的演員化學反應，以及讓人目瞪口呆並符合期望值的的動作場面，使該系列邁入了新章節。”。在Metacritic上，電影基于45名职业影评人的评价獲得了56分，意味着“中规中矩的评价”。據CinemaScore調查，觀眾的反應在A+至F間落於「A」，口碑正面。
爲Uproxx撰稿的麥克·瑞恩（Mike Ryan）給這部片子正面的評價，認爲該片雖然不是我在該系列裏最喜歡的片子（最佳仍屬于《玩命關頭7》，因爲你必須承認車子從一棟摩天大樓橫衝直撞到另一棟摩天大樓的場景實在是太屌了），但這部片子在該系列裏的排名也不賴。這種類型的電影知道他們是什麽。這些電影知道他們很有樂趣。”爲綜藝 (雜誌)撰稿的歐文·格裏伯爾曼也給這部電影打了好評，並寫道“大多數系列電影到了第八集之後都會感到疲憊不堪，但這部電影以其永恒的創造動力所取得的成功，恰恰證明了它能在不同的商業，文化，人口環境中取得共鳴。”他還說：”如果這個系列，經過了16年的曆史後，能夠教會我們一件事的話，那就是當你以爲它會山窮水盡之時，它會以令人吊炸天的方式推陳出新。"
相反的是，Indiewire的David Ehrlich給出了C-的評分，並認爲該片是整個系列裏最糟糕的一部，說：“這部電影在敘事和風格方面就像它環繞世界的拍攝地點一樣混亂不堪。就像導演格雷的其他電影，它感覺像一堆隨機的部分一起被扔在一起，希望命運可能以某種方式將它們焊接成一輛開的起的車。這體驗太讓人疲憊了。”Popmatter雜志的R.Kinnard對這部電影的看法可謂不溫不火，認爲“該電影的死忠不太可能會認爲《玩命關頭8》爲該系列的強勁作品之一。話雖這麽說，但電影制作人和演員們顯然致力于制作優質的産品，使該電影避免了經常被自滿困擾的動作續集之命運。”芝加哥太陽報的首席影評人理查德·羅珀（Richard Roeper）給這部電影打了50分（2星，滿分4星）。他說：“當唐老大叛逃自己的至親家庭並決定將他的”家人“趕盡殺絕之後，他們在互相開玩笑。當他們在紐約的街頭狂飙或在極寒的俄羅斯冰川上飙車，撂倒壞人並與此同時避免自己挂掉之時，他們在互相說俏皮話。即使在這個荒唐的宇宙中，看到這些互稱爲“家庭”的聰明人，像笨蛋似的對自己或者至親家人的死活毫不在意，非常讓人震驚。”

### 票房
截止于2017年5月19日，總投資3.5億（包含制作和營銷）美元的《玩命關頭8》已在全球獲得了11.97億美元的全球票房，其中包括北美的2.167億美元和國際市場的9.808億美元。該片是環球影業史上最具野心的全球發行項目，電影於2017年4月12日起在全球六十四個地區以准同步形式上映，並包括了幾乎所有的主要市場（除了日本）；媒體預估該片在首週末五天能獲得3.75億美元至4.4億美元的票房收入。令人感到驚喜的是，《玩命關頭8》以摧古拉朽之勢在全球近2萬3000塊銀幕裏獲得了5.32億美元的全球票房，成爲全球電影史上開畫周末票房最高的電影。該片也成爲繼《侏羅紀世界》（5.255億美元，環球出品）和《星球大戰：原力覺醒》（5.29億美元，迪士尼出品）後，第三部全球開畫突破5億美金的電影。該片也在全球1079家IMAX影院獲得了3110萬美元的開畫票房，成爲IMAX四月份開畫票房最高的電影，以及IMAX史上開畫票房第四高的電影。與此同時，該片在開畫周末後，打破了《神奇四俠》創造的記錄，成爲由非裔美國人指導票房最高的電影。到了4月30日，該片突破了10億美元關卡，成爲了2017年繼真人版《美女與野獸》後第二部全球票房破10億美元的電影，也是到現在爲止，全球票房名列第二的電影，僅次于《美女與野獸》。該片不僅是是環球影業繼侏羅紀世界，侏羅紀公園，小小兵，玩命關頭7後，第五部全球票房達10億及以上的電影，也是環球自2015年6月的侏羅紀世界後，票房最高的真人電影。該片還成爲電影史上票房最高的非奇幻/科幻/超級英雄類型電影，僅次于玩命關頭7。

#### 北美
在美國和加拿大，就如同《玩命關頭7》電影一樣，電影在商業前景占優的復活週假期期間占有優勢，並估計於首週末可獲得1億至1.25億美元的票房。《玩命關頭8》在首周末獲得了4304間戲院的放映，成為春季檔最廣泛上映的電影，超過《蝙蝠俠對超人：正義曙光》（2016年）的4242間。該片在3310間影院裏獲得了1040萬美元的周四點映票房，僅次于《玩命關頭7》的1580萬美元。該片在首映日獲得了4560萬美元的票房，其中周四點映票房的總百分比略低于前作（22.8%比23%）。憑借9878萬的首周末票房，該片獲得了該系列第二高（如果包含通貨膨脹元素的話就是第三高），四月檔第三高的亮眼成績（四月檔第二高歸于《《與森林共舞》》）。該片的周末乘積率（Weekend Multiplier）相比第七部幾乎相同（2.166x對2.18x），而這樣的相同率其實並不讓人意外，因爲兩部片子都是在複活節假期上映。福布斯的影評人兼首席票房撰稿人Scott Mendelson將該兩部片子與007：惡魔四伏和007：空降危機之間的票房表現做了對比（幽靈黨的首周末票房低于空降危機）。但是，導演格雷憑借該片刷新了由自己保持的非裔美國人導演的最好開畫票房紀錄（之前的作品則是格雷的《衝出康普頓》）。

#### 海外地區
中国大陆方面，上映后连破“午夜场票房”、“单日票房”、“票房过10亿最快”等多项票房纪录，首周票房超过13亿元人民币，并连续3周蝉联内地票房冠军。最终票房达到约26.7亿人民币，刷新上一部的票房纪录，成为系列在大陆的最高票房作品。
台灣方面，首日票房為新台幣4700萬元；首週五天票房為新台幣2.85億元；次週票房累計至新台幣4.9億元；最終全台票房為新台幣6.5億元。
| 上一届： 《寶貝老闆》         | 2017年美國週末票房冠軍 第15-17週     | 下一届： 《星際異攻隊2》 |
| 上一届： 《我和我的冠軍女兒》 | 2017年台北週末票房冠軍 第15-16週     | 下一届： 《星際異攻隊2》 |
| 上一届： 《攻殼機動隊》       | 2017年香港週末票房冠軍 第16-17週     | 下一届： 《銀河守護隊2》 |
| 上一届： 《金剛：骷髏島》     | 2017年中国内地一周票房冠軍 第16-18週 | 下一届： 《银河护卫队2》 |

## 續集
2016年2月3日，環球影業定下了該系列最後兩部電影的上映日。第一部兼系列第九集暫定名為《Fast & Furious 9》，排於2019年4月19日在美國上映。2017年10月，第九集延期至2020年4月10日在美國上映，2020年3月，由於受2019冠狀病毒病影響，本片延後至2021年4月2日在美國上映。

## 外部連結
- 互联网电影数据库（IMDb）上《玩命關頭8》的资料（英文）
- 爛番茄上《玩命關頭8》的資料（英文）
- AllMovie上《玩命關頭8》的资料（英文）
- Metacritic上《玩命關頭8》的資料（英文）
- Box Office Mojo上《玩命關頭8》的資料（英文）
- 開眼電影網上《玩命關頭8》的資料（繁體中文）
- 豆瓣电影上《玩命關頭8》的資料 （简体中文）
- 时光网上《玩命關頭8》的資料（简体中文）